# Trzebinia (Silésie)
Pour l’article homonyme, voir Trzebinia.
Trzebinia est une localité polonaise de la gmina de Świnna, située dans le powiat de Żywiec en voïvodie de Silésie.